# San Cristóbal (Nuevo México)
San Cristóbal es un lugar designado por el censo ubicado en el condado de San Miguel (en realidad, de Taos) en el estado estadounidense de Nuevo México. En el Censo de 2010 tenía una población de 273 habitantes y una densidad poblacional de 15,31 personas por km².

## Geografía
San Cristóbal se encuentra ubicado en las coordenadas 36°36′37″N 105°37′55″O / 36.61028, -105.63194. Según la Oficina del Censo de los Estados Unidos, San Cristóbal tiene una superficie total de 17.83 km², de la cual 17.83 km² corresponden a tierra firme y (0%) 0 km² es agua.

## Demografía
Según el censo de 2010, había 273 personas residiendo en San Cristóbal. La densidad de población era de 15,31 hab./km². De los 273 habitantes, San Cristóbal estaba compuesto por el 79.85% blancos, el 1.1% eran afroamericanos, el 1.83% eran amerindios, el 1.47% eran asiáticos, el 0% eran isleños del Pacífico, el 8.42% eran de otras razas y el 7.33% pertenecían a dos o más razas. Del total de la población el 41.76% eran hispanos o latinos de cualquier raza.